# 1993 في البرازيل
فيما يلي قوائم الأحداث التي وقعت خلال عام 1993 في البرازيل.

## سياسة

### تعيين في المنصب
- 19 مايو – فيرناندو أنريك كاردوسو وزير المالية.

## رياضة
- 1 يناير – الدوري البرازيلي لكرة القدم 1993
- 28 مارس – جائزة البرازيل الكبرى 1993 الفائز آيرتون سينا.

## ظهور
- 1 يناير – لوا

## مواليد

### يناير
- 8 يناير – إيغور ساتورو لاعب كرة قدم برازيلي.
- 8 يناير – فرناندو أندرادي دوس سانتوس لاعب كرة قدم برازيلي.
- 12 يناير – تياغو الفيس لاعب كرة قدم برازيلي.
- 29 يناير – تياغو فرنانديز لاعب كرة مضرب برازيلي.
- 29 يناير – غييرمي ألميدا أوغوستو لاعب كرة قدم برازيلي.

### فبراير
- 5 فبراير – أليكس بالوتيلي لاعب كرة قدم برازيلي.
- 12 فبراير – رافينيا ألكانتارا لاعب كرة قدم برازيلي من مواليد 1993.
- 16 فبراير – لوكاس سيلفا لاعب كرة قدم برازيلي.
- 24 فبراير – أسويريو باربوزا دي سوزا جونيور لاعب كرة قدم برازيلي.

### مارس
- 3 مارس – غابرييلا سي لاعبة كرة مضرب برازيلية.
- 5 مارس – فريديريكو رودريغيز سانتوس لاعب كرة قدم برازيلي.
- 14 مارس – ديبورا نونيز لاعبة كرة يد برازيلية.
- 22 مارس – ليوناردو ميندل لاعب كرة سلة برازيلي.
- 27 مارس – لوان فييرا لاعب كرة قدم برازيلي.
- 30 مارس – أنيتا موسيقية برازيلية.

### أبريل
- 15 أبريل – فيليبي أندرسون لاعب كرة قدم برازيلي.
- 19 أبريل – جونيور باروس لاعب كرة قدم برازيلي.
- 22 أبريل – آرثر باتريانوفا لاعب كرة يد برازيلي.
- 27 أبريل – كارلوس إدواردو بيند غوستي لاعب كرة قدم برازيلي.

### مايو
- 12 مايو – لياندرو لاعب كرة قدم برازيلي.
- 18 مايو – لوسيانو دا روشا نيفيز لاعب كرة قدم برازيلي.

### يونيو
- 23 يونيو – جان موزر لاعب كرة قدم برازيلي.
- 27 يونيو – كاميلا كويروز ممثلة صاعدة.

### يوليو
- 8 يوليو – أليكس مارتينز فيريرا لاعب كرة قدم برازيلي.
- 12 يوليو – بيسمارك فيريرا لاعب كرة قدم برازيلي.
- 15 يوليو – غابرييل خافير لاعب كرة قدم برازيلي.
- 20 يوليو – ويندل ناسيمنتو بورجيس لاعب كرة قدم برازيلي.

### أغسطس
- 17 أغسطس – إيدرسون مورايس لاعب كرة قدم برازيلي.
- 21 أغسطس – فيليبي بولتولوتشي بيريز لاعب كرة قدم برازيلي.
- 23 أغسطس – خوسيهناتو بريتو دا سيلفا لاعب كرة قدم برازيلي.

### سبتمبر
- 15 سبتمبر – أندرسون لوبيز لاعب كرة قدم برازيلي.
- 18 سبتمبر – جابرييل أبيلت بيريس لاعب كرة قدم برازيلي.
- 21 سبتمبر – لورا نيفا

### أكتوبر
- 23 أكتوبر – فابينيو لاعب كرة قدم برازيلي.
- 27 أكتوبر – دوغلاس دبابة لاعب كرة قدم برازيلي.

### نوفمبر
- 3 نوفمبر – رودريغو إيلاي لاعب كرة قدم برازيلي.

### ديسمبر
- 1 ديسمبر – كريستيان أليكس لاعب كرة قدم برازيلي.
- 16 ديسمبر – تياغو براس دا سيلفا قافز بالزانة برازيلي.
- 22 ديسمبر – ويليام بوكر لاعب كرة قدم برازيلي.

## وفيات

### يناير
- 13 يناير – إيديفالدو مارتنز فونسيكا (مواليد 1962) لاعب كرة قدم برازيلي.

### ديسمبر
- 14 ديسمبر – أريستيدس لياو (مواليد 1914) عالم أعصاب برازيلي.